# خودروی من
خودروی من (انگلیسی: MyCar) با نام اصلی GTA MyCar (جی‌تی‌ای خودروی من) نوعی خودروی برقی است که در اصل ساخت یک شرکت هنگ کنگی به نام EuAuto Technology ساخته شده‌است که در سال ۲۰۱۰ امتیاز تولید آن را به شرکت آمریکایی GreenTech Automotive فروخت.